# Histoire de Londres
Londres a une histoire vieille de plus de deux mille ans. Durant cette période, la ville a connu plusieurs épidémies de peste, a été dévastée par les flammes, a fait face à des guerres civiles, a subi des bombardements aériens et des attaques terroristes. Malgré cela, elle a continué à se développer pour devenir une des capitales financières et culturelles les plus importantes du monde.

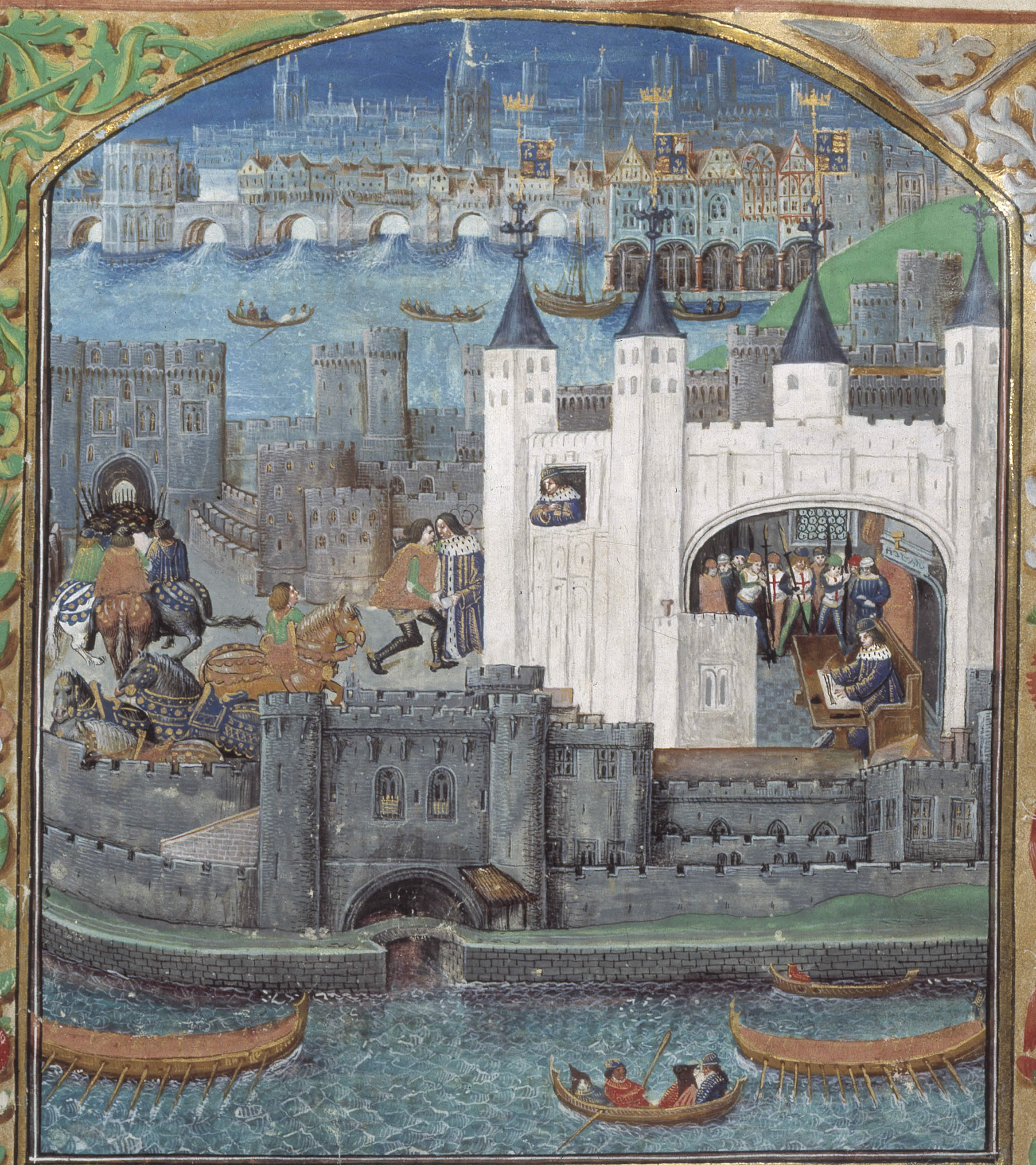
La Tour de Londres.

## Origine légendaire
L’Historia regum Britanniae de Geoffroy de Monmouth a popularisé une légende médiévale attribuant la fondation de Londres au Troyen Brutus. La ville aurait ainsi été appelée Troia Nova ou la « nouvelle Troie », qui se transforma en Trinovantum. Les Trinovantes sont le peuple d'origine belge qui habitait sur l'emplacement avant les Romains. Le roi Lud renomma la ville en kaer-Lud, ce qui donna Londres. Geoffrey dote ainsi Londres d'une prestigieuse origine antique, avec de nombreuses péripéties et de nombreux rois légendaires.

## Préhistoire
Cependant, malgré de nombreuses recherches, les archéologues n'ont pu trouver aucune preuve d'implantation préhistorique majeure à cet endroit. Des traces de vie préhistoriques montrent qu'il y a eu une agriculture, des habitations et des sépultures, mais rien qui laisse supposer l'existence d'une ville. Ainsi, pendant la période préhistorique, la région londonienne fut surtout un espace rural avec des implantations éparses,.
Les endroits importants à l'époque étaient plutôt situés près de Chelsea, Egham Brentford ou encore le site de Uphall Camp à Ilford à la fin de l'Âge de fer, mais il n'y avait pas de cité à l'endroit où Londres s'est installé à l'époque romaine.

## L'époque romaine

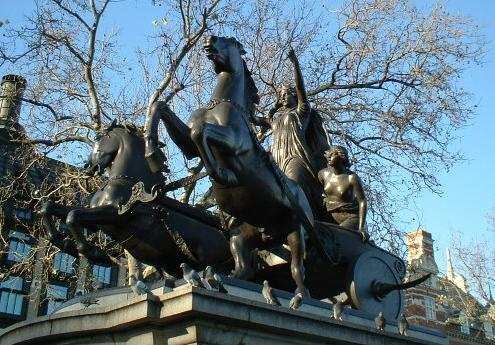
Représentation de la reine Boudicca, œuvre de Thomas Thornycroft (1815-1885).

Le nom Londinium aurait une origine pré-romaine même si aucun consensus n'existe. La plupart des hypothèses le font dériver du celtique. Une des hypothèses est qu'il dérive d'un nom de personne, Londinos, signifiant « le sauvage ». Cependant, en 1998, Richard Coates a émis l'hypothèse que ce nom vient du pré-celtique Plownida (avec deux racines plew et nejd). Il suggère qu'en aval de Westminster, la Tamise en s'élargissant et en devenant infranchissable, portait ce nom qui signifierait « la large rivière qui coule ». Londinium signifierait donc « l'installation sur la large rivière ».
Londinium fut fondé par les Romains après l'invasion en 43 menée par l'empereur Claude. Au cours de leur marche vers le nord, les légions romaines installèrent sur la Tamise un camp que les fouilles ont localisé à hauteur de Westminster, mais qui ne donna pas naissance à la future ville. Des recherches archéologiques depuis les années 1970 n'ont pas réussi à trouver de traces de véritable implantation romaine avant 50, donc, Londinium pourrait ne pas avoir été une place militaire.
Les Romains construisirent un pont en bois — le futur London Bridge — à un endroit où la Tamise était plus étroite. Près de ce pont, une petite agglomération appelée Londinium se développa à un endroit géographiquement favorable : sur la rive nord de la Tamise, à un endroit situé à hauteur d'une terrasse graveleuse, surplombant la Tamise d'une quinzaine de mètres, protégée à l'ouest par la rivière Fleet et traversée par un autre petit cours d'eau, le Walbrook. Au fil du temps, cette agglomération devint le principal carrefour de chaussées romaines en Bretagne, notamment Watling Street et Ermine Street. Des vestiges donneraient comme date de fondation, l'an 47. Les archéologues ont récemment découvert le centre civique de cet établissement : il était situé au travers de l'actuelle Gracechurch Street, près de la Banque d'Angleterre, limité, au nord par Cornhill, Fenchurch Street et Lombard Street au sud.
En 60, la reine bretonne Boudicca pilla Londinium et massacra les habitants qui ne s'étaient pas enfuis. La ville fut détruite par le feu, comme en témoigne une couche de matériaux brûlés épaisse de 50 cm retrouvée à 4 m sous le niveau actuel du sol.
La ville fut dotée d'un forum et d'une basilique de taille modeste vers 80, puis, très rapidement, vers 85-90, d'un complexe beaucoup plus imposant. Au début du IIe siècle, un fort fut construit au nord-ouest de l'agglomération. En 122, la ville reçut la visite de l'empereur Hadrien. Peu après, la ville fut ravagée par un incendie, dont les traces ont été retrouvées par les archéologues. Au milieu du IIe siècle, la ville semble avoir connu une période de récession. À la fin du IIe siècle — entre 190 et 225 —, la construction d'une enceinte de 3,2 kilomètres de long témoigne de l'importance du site. Incorporant le fort, elle délimite un espace de 125 hectares adossé à la Tamise. Jamais agrandie par la suite, comme ce fut le cas pour de nombreuses villes antiques en Europe, elle est encore visible dans la topographie actuelle de la ville, puisqu'elle correspond grosso modo au territoire de la City. En 250, Londinium était la plus grande ville de la Bretagne romaine et la cinquième ville romaine par sa taille au nord des Alpes. La présence de l'évêque de Londres au concile d'Arles (314), est un autre témoignage de son importance. Vers la fin du IVe siècle, des fortifications furent également élevées le long des berges de la Tamise. Après le départ des légions romaines en 407, les Bretons sont livrés à eux-mêmes. Au Ve siècle, seule l'archéologie peut nous livrer des traces ténues d'occupation.

## L'époque anglo-saxonne
Après avoir été abandonnée pendant cent cinquante ans, la position stratégique sur la Tamise attira de nouvelles installations vers 600. Les Anglo-Saxons s'installèrent un kilomètre en amont de l'ancienne ville romaine de Londinium, sur un site appelé Lundenwic. Le terme wic, emprunté au latin vicus désigne un comptoir de commerce. L'écrivain anglo-saxon Bède le Vénérable mentionne la présence d'un marchand frison à Londres en 679.

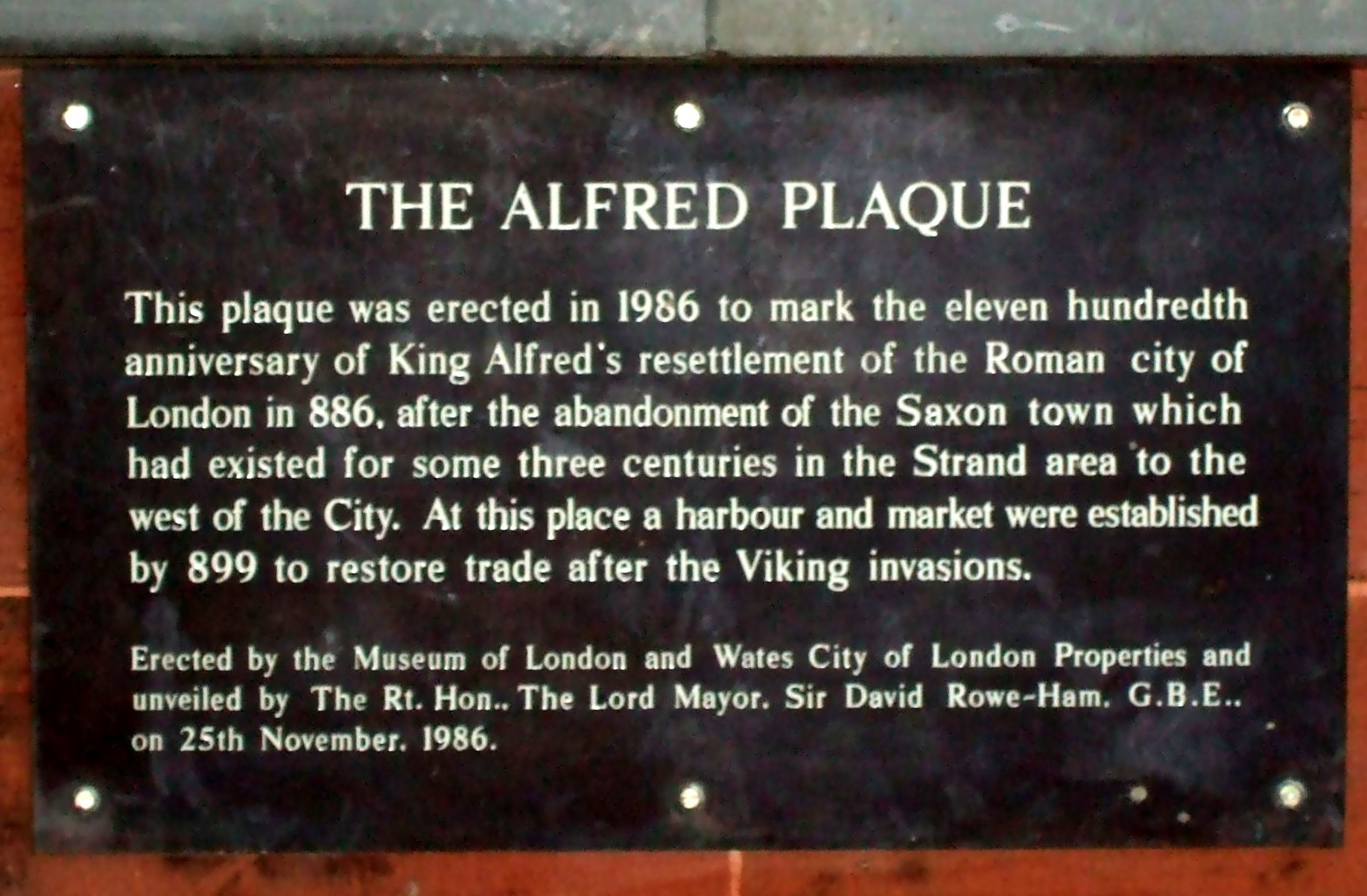
Plaque commémorant le repeuplement de l'ancienne cité romaine sous Alfred le Grand

Au cours du IXe siècle, Londres subit plusieurs attaques des Vikings, en 842, puis à nouveau en 851, lorsque la ville fut prise d'assaut par une flotte de quelque 350 navires vikings. Une formidable armée viking, la Grande Armée danoise, hiverna à Londres en 871. Les événements des années qui suivirent restent obscurs. Lors de fouilles récentes, on a découvert un établissement saxon, qui s'étendait de l'actuelle National Gallery à l'ouest jusqu'à Aldwych à l'est. Le nom Aldwych (de l'anglo-saxon ealdwic = « vieux centre commercial ») indique qu'à un moment indéterminé, à la fin du IXe siècle, ou au début du Xe siècle, le centre névralgique de la ville se déplaça à nouveau de Lundenwic vers l'ancienne cité romaine (l'actuelle City). Ceci s'explique soit par des changements administratifs effectués par le roi saxon Alfred le Grand, après sa victoire sur Guthrum et les Danois, soit par le fait que le site était plus facile à défendre contre des raids vikings.
Alfred nomma son gendre Æthelred de Mercie gouverneur de Londres et fit bâtir deux burhs fortifiés pour défendre le pont de Londres, qui fut probablement reconstruit à cette époque.
À l'extrémité sud du pont naquit le borough de Southwark (en vieil anglais Suthringa Geworc = « ouvrages défensifs des gens du Surrey »).
À partir de 980, sous Æthelred le Malavisé, les raids danois contre l'Angleterre reprirent. Londres repoussa par deux fois leurs attaques, en 994 et en 1009. En 1013, le roi de Danemark, Sven à la Barbe fourchue, entreprit la conquête du pays. Londres lui résista d'abord, puis s'inclina comme le reste du pays et la ville reçut une garnison danoise. Après la mort de Sven, Æthelred, qui s'était enfui en Normandie, revint et mit le siège devant Londres. Lui et ses alliés norvégiens attaquèrent le pont de Londres, occupé par des soldats danois. Londres finit par capituler, pour être à nouveau assiégé sans succès par Knut, fils de Sven, en 1016. Knut ayant pris le contrôle de tout le pays, les habitants de Londres n'eurent finalement d'autre choix que de lui payer une somme énorme de 10 500 £. Ces péripéties montrent l'importance que la ville avait prise au XIe siècle.
À la fin de cette période, le roi Édouard le Confesseur prit une décision importante pour l'avenir de Londres : il fit reconstruire une église monastique à Westminster et s'y fit enterrer. Tous ses successeurs en firent de même. Depuis lors, Londres eut deux pôles de développement : le centre politique de Westminster à l'ouest et le centre commercial de la City à l'est.

## L'époque normande et médiévale

Londres vers 1300

En 1066, pour pouvoir faire face à des révoltes saxonnes, Guillaume le Conquérant fit construire à Londres plusieurs fortifications : la tour de Londres, Baynard's Castle et Montfichet's Castle. En 1067, Guillaume concéda également une charte à la ville.
En 1097, Guillaume le Roux, fils du Conquérant, commença la construction de « Westminster Hall », noyau du futur palais de Westminster, qui fut la principale résidence royale pendant tout le Moyen Âge.
Au XIIe siècle s'ébauchent les institutions médiévales de Londres. Le roi Henri Ier aurait accordé aux Londoniens une charte dont l'authenticité n'est pas certaine. Ce document leur accordait le droit de choisir leur shériff et de gérer leurs affaires financières et judiciaires. Ce droit leur fut ensuite retiré par Henri II. Ce n'est qu'en l'absence du roi Richard Ier que son frère Jean sans Terre reconnut aux Londoniens, dont le soutien lui était nécessaire, le droit de former une commune, dirigée par un maire : la City (en 1191). Cependant, à son retour, Richard Cœur de Lion vide cette institution de toute substance.
En 1215, le roi Jean sans Terre, face à la révolte des barons, reconnut définitivement aux corporations londoniennes le droit de procéder à l'élection annuelle d'un Lord-Maire (Lord-Mayor). Le premier magistrat de Londres était choisi chaque année, le 29 septembre (jour de la « Saint-Michel ») par les « hommes respectables » parmi les vingt-cinq aldermen (échevins ou magistrats municipaux). Cette élection avait lieu au Guildhall. Le bâtiment actuel bien que très restauré, remonte au début du XVe siècle.
En 1176 fut construit le fameux Pont de Londres (« London Bridge ») (achevé en 1209) sur le site de plusieurs ponts en bois qui se trouvaient là précédemment. Ce pont eut une existence de six cents ans, et resta le seul pont sur la Tamise jusqu'en 1739.
Au cours de la révolte de Wat Tyler (1381), Londres fut occupée par les paysans. La tour de Londres fut prise d'assaut et des notables exécutés. Au bout de trois jours, le roi Richard II accepta de rencontrer Wat Tyler à Smithfield, où le chef des paysans fut poignardé par le Lord-maire William Walworth.
Au Moyen Âge, Westminster était une ville distincte de la City de Londres, à laquelle elle était reliée par deux artères : Fleet Street et le Strand. Elle tirait son importance de la présence de l'abbaye de Westminster (Westminster Abbey) et d'un palais royal (Westminster Palace).

## L'époque des Tudors (1485-1603)

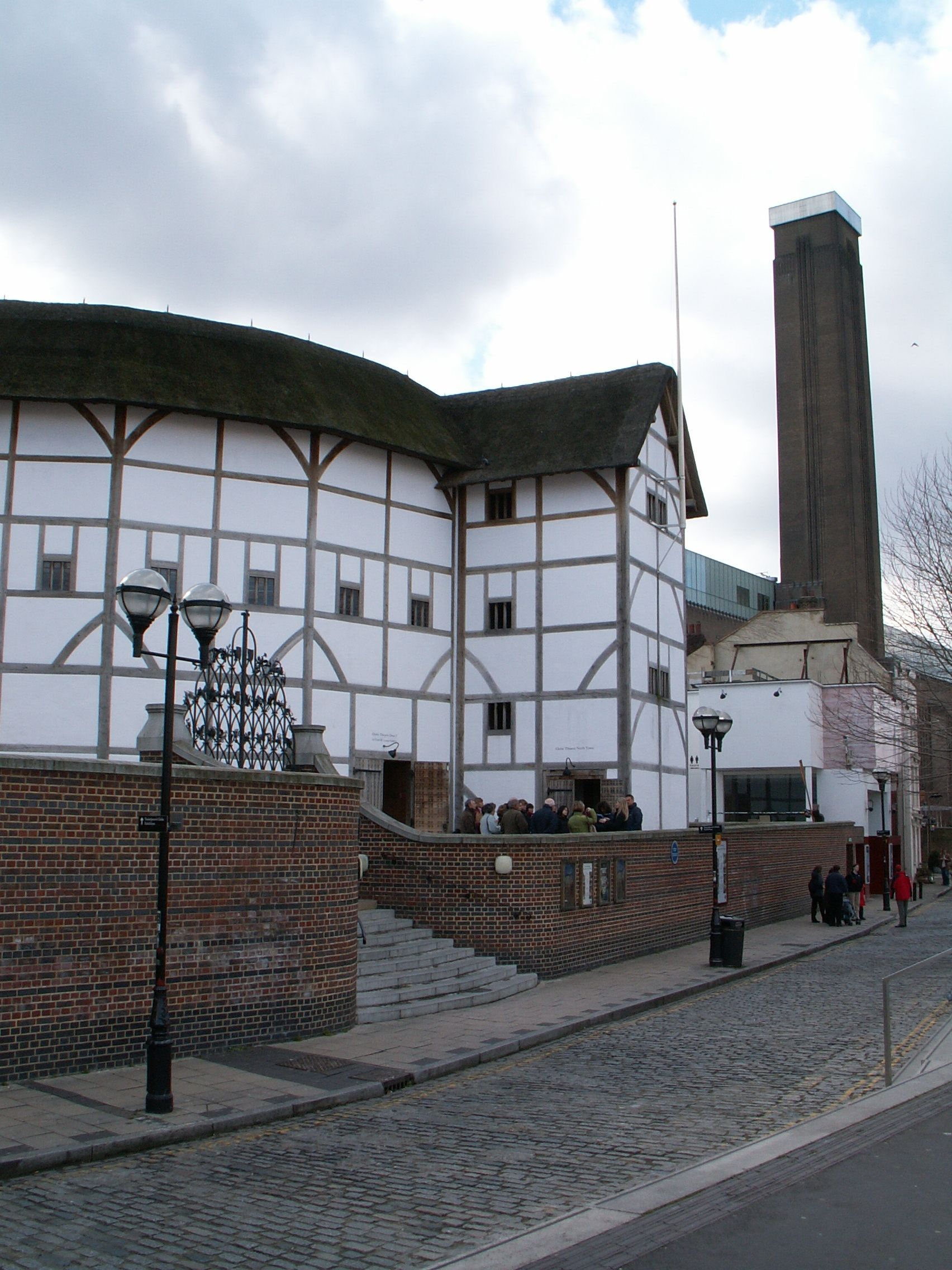
Reconstitution du théâtre du Globe

Il y eut peu de troubles à Londres au moment de la Réforme, mais celle-ci eut néanmoins des conséquences importantes pour le paysage londonien. Elle entraîna le plus gigantesque transfert de propriétés de l'histoire de Londres. Avant la Réforme, plus de la moitié du territoire de Londres était occupé par des monastères, ainsi que d'autres établissements religieux. Au moment de la dissolution des monastères par Henri VIII entre 1542 et 1543, la plupart de ces bâtiments changèrent de main et d'affectation. Henry VIII les accapara, les donna ou les vendit à vil prix à ses courtisans ou à des agents ministériels. Certains domaines ecclésiastiques devinrent des chasses royales, comme St James's Park et Hyde Park. Pour construire Somerset House, le duc de Somerset ne démolit pas moins de cinq résidences épiscopales le long du Strand. Le même sort toucha les établissements religieux à caractère caritatif et hospitalier. La City dut se substituer aux organismes supprimés, parfois rétablis au bout de quelques années, comme St Bartholomew's Hospital rétabli en 1544.
Les théâtres se multiplièrent et Shakespeare s'installa au théâtre du Globe. Ces établissements étaient situés en dehors de la juridiction de la City, à Shoreditch ou dans Bankside, à Southwark, qui accueillait également des combats d'ours et de taureaux.
Londres profita du déclin du port d'Anvers et devint une place commerciale et financière importante. Les Londoniens se lancèrent dans le commerce international et plusieurs compagnies à charte furent créées à cet effet : la Compagnie de Moscovie (1555), la Compagnie du Levant (1581) ou encore la Compagnie des Indes orientales (1600). Le Royal Exchange (= Bourse) fut fondé par Thomas Gresham en 1567.
Au cours de cette période, la ville connaît une explosion démographique. Une mortalité importante, due aux conditions sanitaires et à de nombreuses épidémies, était compensée par une immigration encore plus importante. De 75 000 en 1550, la population passa à 200 000 sous le règne de la reine Élisabeth Ire en 1600. La ville attirait une masse de pauvres, qui espéraient y trouver une vie meilleure, mais également des protestants étrangers, qui avaient fui leur pays pour des raisons religieuses. Entre 1550 et 1585, la ville en accueillit 40 000 à 50 000. Pour faire face à cet afflux de nouveaux habitants, on subdivisa les maisons ; les cours et les jardins se remplirent de taudis insalubres ; les allées étroites se multiplièrent, comme en témoigne un des ouvrages les plus remarquables sur le Londres de la fin de l'époque Tudor, le Survey of London. Son auteur, John Stow, dénonce à longueur de pages la taudification de la ville. Vers 1580, la situation commença à inquiéter les autorités, qui édictèrent un règlement interdisant les constructions nouvelles dans un rayon de trois miles au-delà des portes de la City ainsi que la subdivision des maisons existantes et la sous-location. En vain. À la fin du XVIe siècle, la ville s'étendit inexorablement vers le nord (Clerkenwell), le sud (Southwark) et l'est (Whitechapel, Spitalfields). La zone s'étendant vers l'ouest en direction de Westminster, restait provisoirement rurale, à l'exception du Strand.

## L'époque des Stuarts (1603-1714)
Sous le premier des Stuart, Jacques Ier, l'architecte Inigo Jones, un disciple de Palladio, conçoit le premier plan d'urbanisme de Londres. Il se voit confier à Covent Garden la réalisation d'une opération immobilière par Francis, comte de Bedford. Son projet devient le prototype d'un ensemble destiné à un grand avenir : une place quadrangulaire inspirée des piazzas italiennes de l'époque. En 1670, le comte de Southampton reprend la formule pour aménager Bloomsbury Square, qui en présente une version plus achevée et est également la première place à porter le nom de « square ». Devenue un idéal résidentiel, la formule connaît ensuite un succès grandissant auprès des membres de la haute aristocratie qui désirent lotir leurs grandes propriétés (estates en anglais) situées à l'ouest de la City (d'où son nom : «West End», c'est-à-dire l'extrémité ouest). Le square est bordé de maisons de trois étages assez étroites, de façon à rentabiliser le terrain. Au centre du square se trouve souvent un jardin réservé à l'usage des riverains. Le modèle est repris par le comte de St Albans sur le domaine qu'il possède à St James's Fields. Il y aménage St James's Square. La proximité du palais de St James n'est pas pour peu dans l'engouement de l'aristocratie pour l'endroit. En 1720, pas moins de six ducs ainsi que sept comtes, une comtesse, un baron et un baronnet y ont leur résidence.
En 1622, Inigo Jones construit également la maison des banquets de Whitehall, seul vestige de ce palais ravagé par un incendie en 1698. Sous le règne de Charles Ier, Hyde Park est le premier parc ouvert au public à Londres.
Au cours de la première guerre civile anglaise, qui oppose le roi Charles Ier au Parlement, la ville prend parti contre le roi. Au début du conflit, elle offre refuge aux cinq parlementaires que le roi veut faire arrêter et, en janvier 1642, la Chambre des communes siège pendant une semaine au Guildhall. En 1642-1643, pour se prémunir contre une attaque des royalistes, les Londoniens entreprennent la construction d'une ceinture de défense de la ville. Longue de vingt-sept kilomètres et constituée d'un fossé, d'un rempart de terre et d'une série de fortins, elle ne servit jamais. Elle est démolie immédiatement après la guerre. Après la défaite des royalistes, Charles Ier est décapité devant le Banqueting Hall d'Inigo Jones en 1649. Malgré le climat puritain sous Oliver Cromwell - les théâtres et les activités sportives le dimanche sont interdits -, on voit apparaître à cette époque les premiers coffee houses.

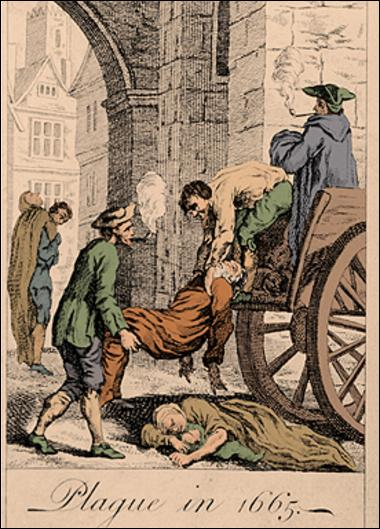
Ramassage des cadavres pendant l'épidémie de peste.

Sous la Restauration, Londres est frappée par deux catastrophes : une épidémie de peste (1665-1666) et un grand incendie (septembre 1666), décrits tous les deux par l'écrivain Samuel Pepys. La peste, qui avait déjà sévèrement touché Londres en 1603, 1625 et 1636, fait rage pendant huit mois et fait au moins 80 000 victimes, environ un Londonien sur cinq.

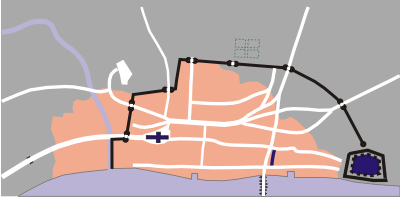
Partie de Londres détruite par le grand incendie.

À peine ce fléau passé, le Grand incendie de Londres, qui débuta dans la maison d'un boulanger de Pudding Lane, le 2 septembre 1666 détruisit la plus grande partie de la City : la cathédrale Saint-Paul, 87 églises, 44 maisons de corporations et 13 200 maisons. Il n'aurait fait que neuf victimes.
Christopher Wren et John Evelyn proposent de reconstruire la ville de zéro, en oblitérant jusqu'au tracé des anciennes rues. Si ces plans peuvent paraître rationnels, ils sont extrêmement onéreux et les autorités ne suivent pas leurs concepteurs. C'est de cette époque que datent l'actuelle cathédrale Saint-Paul et de nombreuses autres églises, reconstruites par l'architecte Christopher Wren. Après le Grand incendie, de nombreuses familles aristocratiques préfèrent néanmoins se faire construire une nouvelle demeure dans le West End, notamment dans le quartier de Saint James's, à proximité du palais de Whitehall. Lorsque celui-ci est détruit par un incendie en 1698, St. James's Palace prend sa place comme résidence royale.

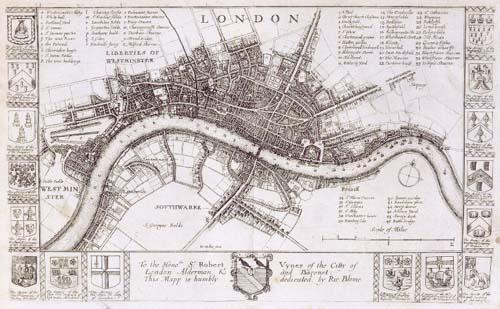
Londres en 1673.

La révocation de l'édit de Nantes, dix-neuf ans après l'incendie et la peste, donne à la ville l'occasion de se repeupler vers l'est avec près d'une vingtaine d'églises protestantes bâties pour des émigrés huguenots, pour la plupart artisans, qui s'installent dans les quartiers de Soho, Petticoat Lane et Spitalfields (où est érigé un marché couvert), dans l'Est de la ville, à l'extérieur des murailles, mais à moins d'un kilomètre de la City.
Ces émigrés représentent 5 % des habitants de la ville en 1700. Ils ne sont pas toujours bien accueillis par les Londoniens, qui trouvent que l'on n'entend plus parler que français dans les rues. Ils font pourtant de Londres la nouvelle capitale du textile européen, détrônant leurs villes d'origine Tours et Lyon, et produisent des soieries haut de gamme.
La Navy et les voies navigables, en étoile autour de Londres, se développent. En 1700, forte d'un demi-million d'habitants, la nouvelle plus grande métropole européenne contrôle 80 % des importations anglaises et 69 % des exportations.
La ville devient une place financière majeure regroupée autour de la banque d'Angleterre créée en 1694 (un siècle avant la Banque de France), du Royal Exchange et des cafés où se retrouvent les agents de change — en particulier le Jonathan's Cofferhouse et le Garroway's Coffeehouse —, et le Lloyd's of London – qui doit lui aussi son nom à un café, le Lloyd's Coffee House –, trois institutions apparues après la Glorieuse Révolution menée en 1688 par le Parlement qui installa sur le trône Mary et son époux Guillaume d'Orange.

## LeXVIIIesiècle
Le XVIIIe siècle est une période de croissance rapide. La population passe de 500 000 en 1700 à 900 000 en 1801. Au cours de la période georgienne, Londres s'étend au-delà de ses limites anciennes, tant vers les beaux quartiers situés à l'ouest (West End) que vers les quartiers populaires à l'est (East End) où se situe la zone portuaire en aval de la City. De son côté, la « City » tend à se spécialiser dans les activités commerciales ou financières. Le développement du West end s'était amorcé au siècle précédent. Il continue à s'opérer par lotissements de domaines (« estates ») autour d'un square. Leur aménagement associe généralement un grand aristocrate propriétaire des terrains et un promoteur immobilier. Le quartier de Mayfair est doté de trois superbes squares : Hanover Square (1714), qui doit on nom à la dynastie des Hanovre, Berkeley Square et Grosvenor Square (1737).
À l'exception de la City, l'administration locale est confiée au conseil d'administration (Vestry) des paroisses. Ce système fonctionne vaille que vaille. Parfois démocratique (Open vestries) mais chaotique, il peut aussi être confié à une oligarchie (« Select Vestries »). Parmi les tâches de ces conseils paroissiaux, le pavage et l'éclairage occupent une place importante au XVIIIe siècle.
C'est au XVIIIe siècle que Fleet Street devient le centre de la presse londonienne.
Au milieu du siècle, les communications entre les deux rives de la Tamise sont grandement améliorées par la construction de nouveaux ponts : Westminster Bridge, achevé en 1750 et Blackfriars Bridge en 1769, et ceci malgré l'opposition des passeurs d'eau.
En 1780, Londres est secoué par les « Gordon Riots », une série d'émeutes dirigées contre le mouvement d'émancipation catholique dirigé par Lord George Gordon. 285 émeutiers trouvent la mort et les dégâts matériels sont importants.

Londres est aussi le deuxième plus important port négrier d'Europe, derrière Liverpool et devant Bristol. 2 704 expéditions de traite y ont été organisées. Dans le cadre du commerce triangulaire, les navires partaient d'Europe chargés de marchandises de traite (armes, étoffes, outils). Arrivés sur les côtes africaines, ils les échangeaient contre des captifs, avant de traverser l'Atlantique pour rejoindre les colonies d'Amériques. Une fois débarqués, les esclaves vendus partent travailler dans les plantations, tandis que leurs productions (sucre, café, tabac, coton...) sont rapportées en Europe et stockées dans des entrepôts comme ceux du quai des Antilles (en).

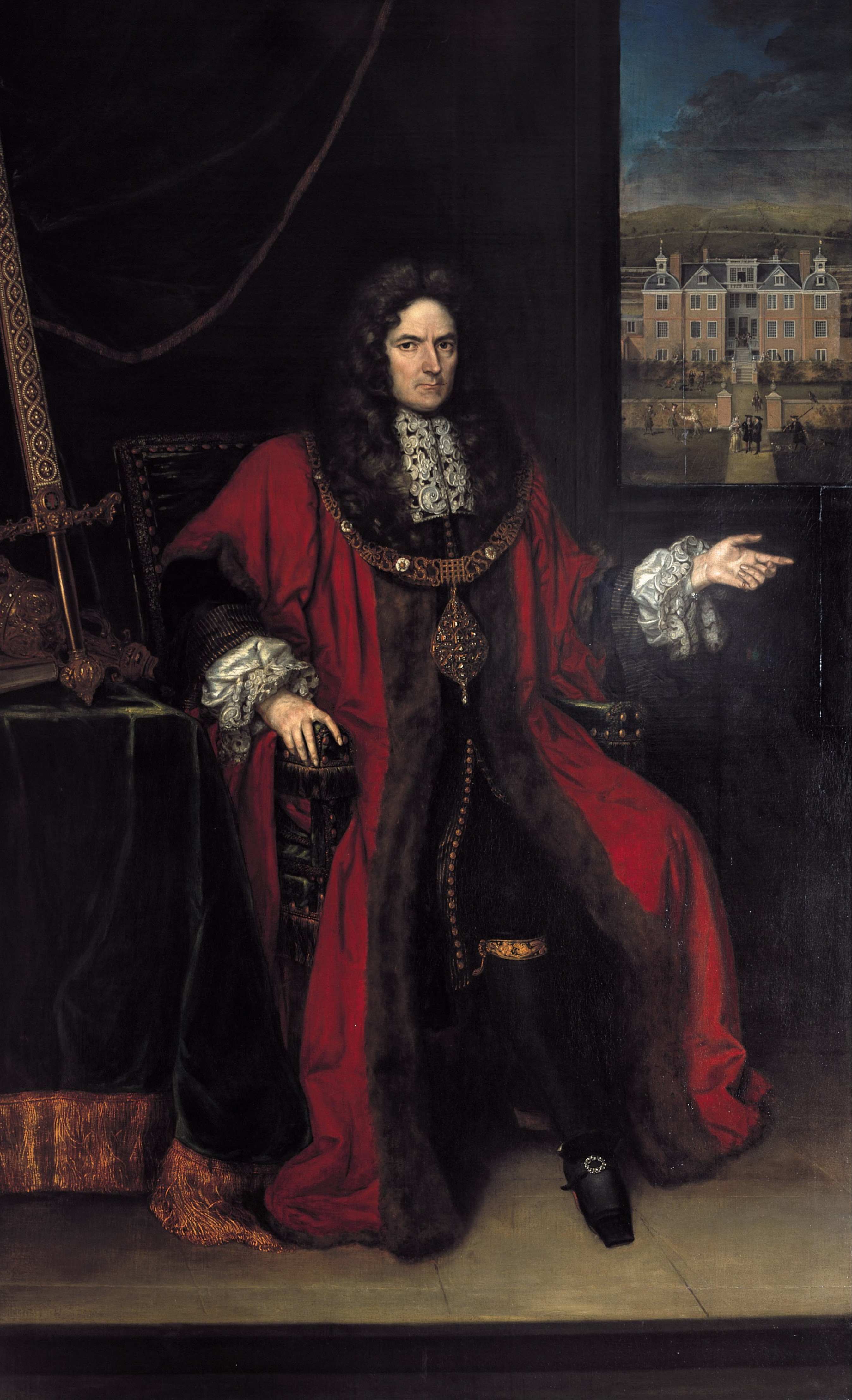
Sir Robert Clayton (1629–1707), maire de Londres et membre du conseil d'administration de la Royal Africa Company.
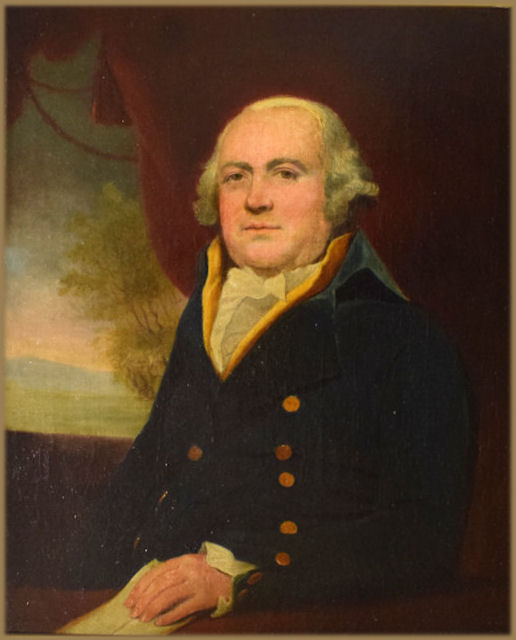
Portrait de Robert Milligan (en) (1746–1809), négociant écossais installé comme armateur négrier à Londres.
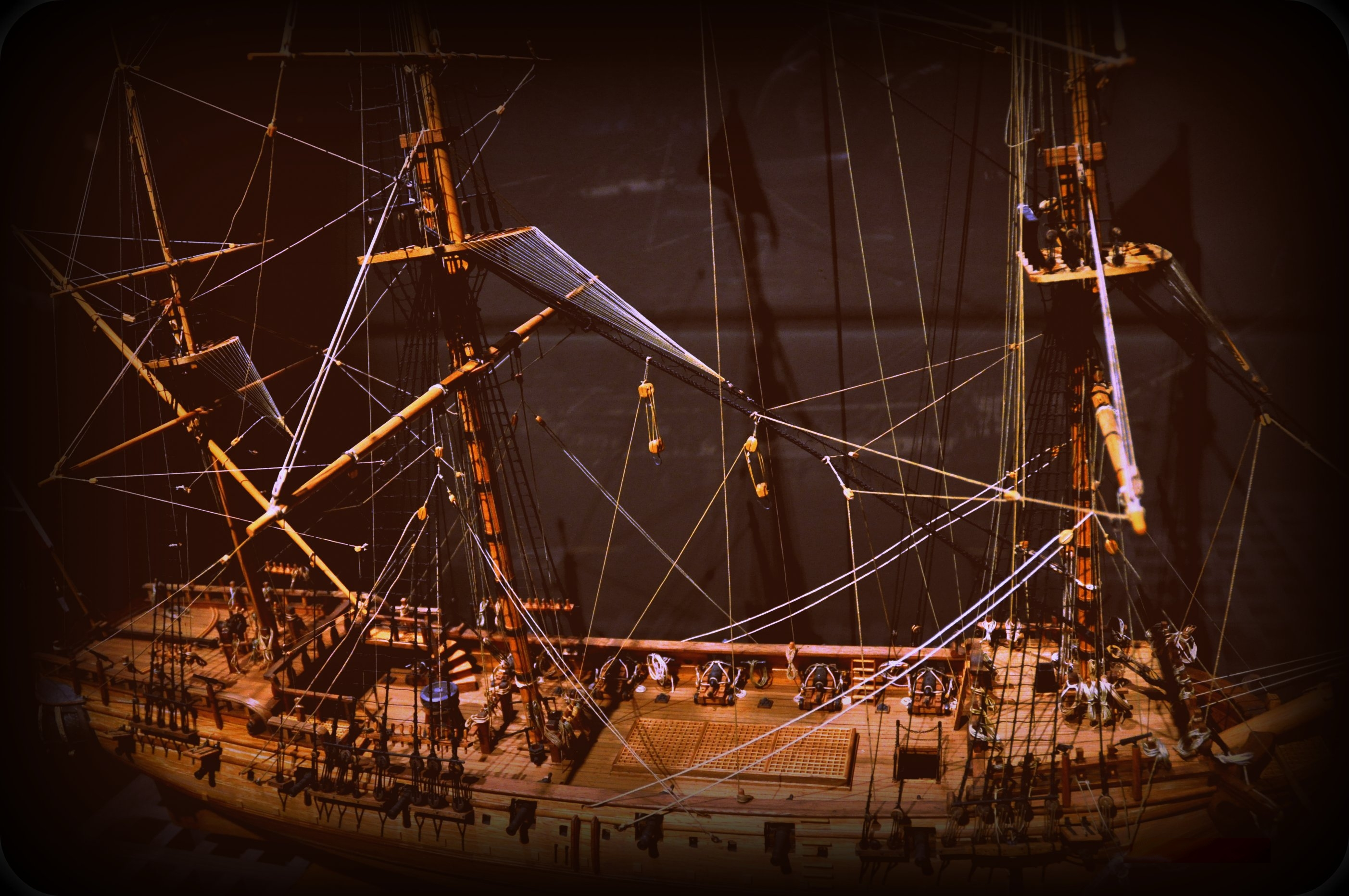
Maquette du Whydah Gally, navire négrier londonien du début du xviiie siècle.
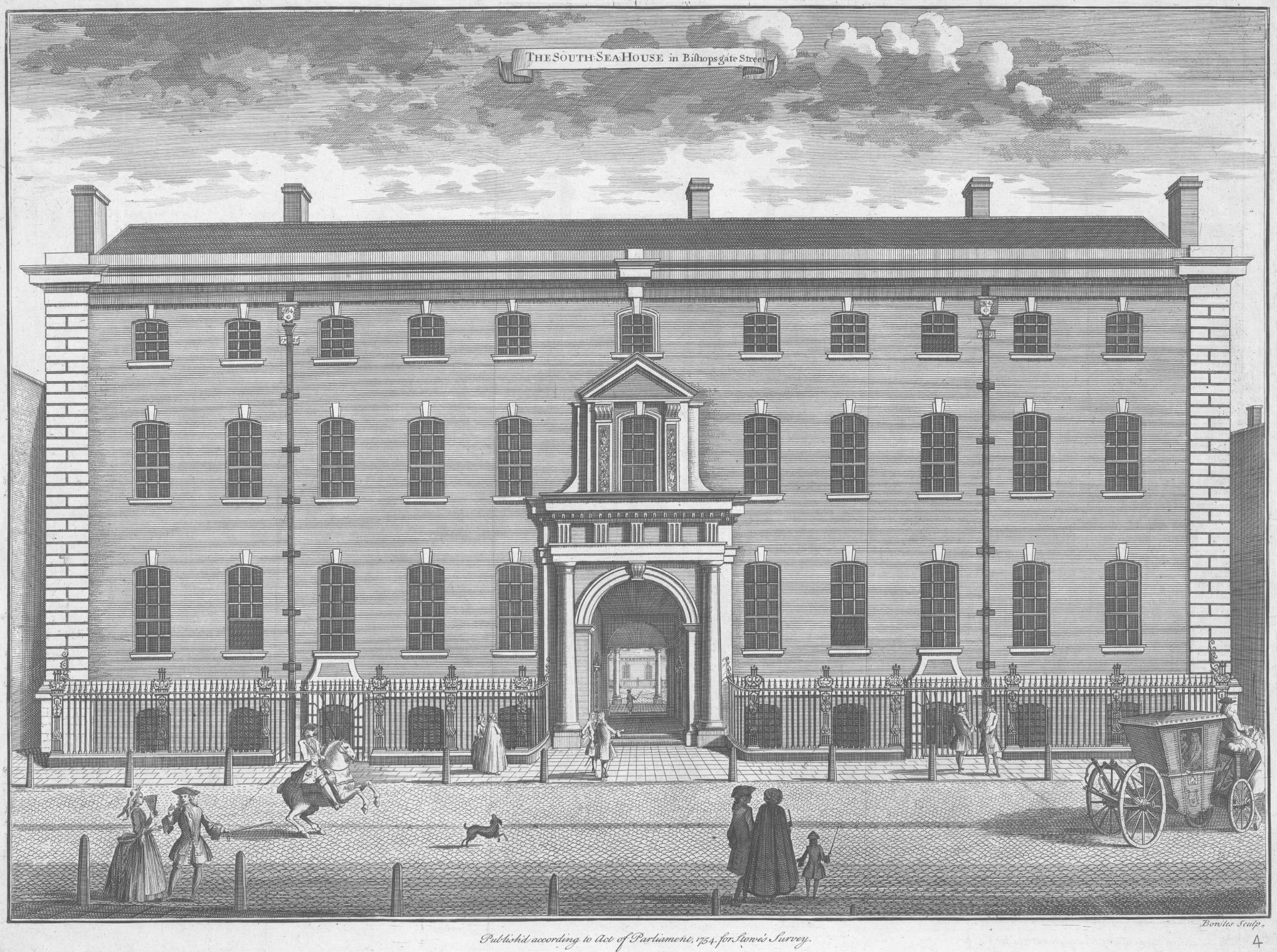
Le siège de la Compagnie de la mer du Sud, en charge de l'asiento, dans le quartier de la City, 1754.
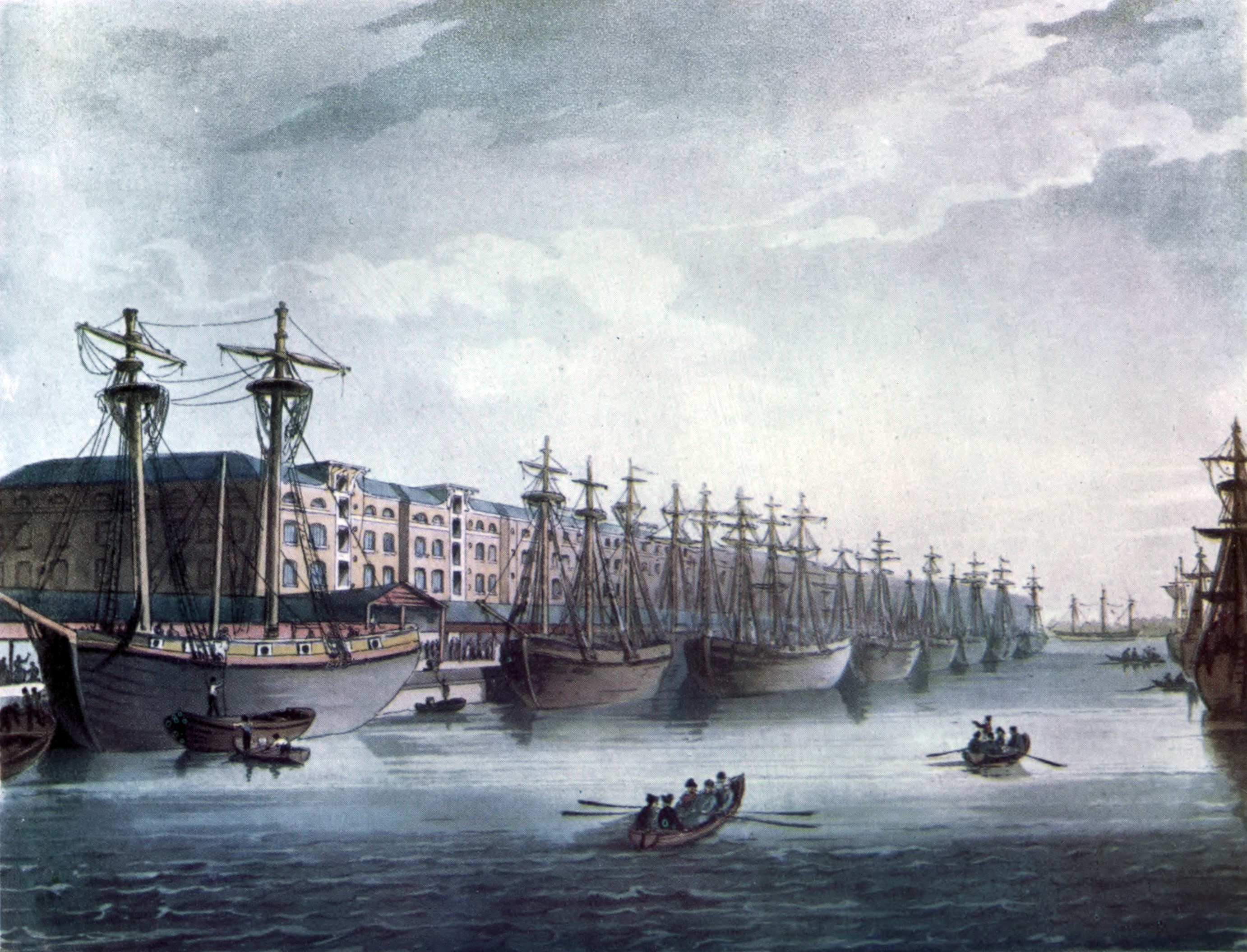
Le quai des Antilles (en) (West India Docks) en 1810. Les entrepôts furent construits à la demande des planteurs, négociants et armateurs négriers[21]. Depuis 2003, le premier entrepôt abrite le London Museum Docklands et son exposition « Londres, sucre et esclavage ».

## LeXIXesiècle

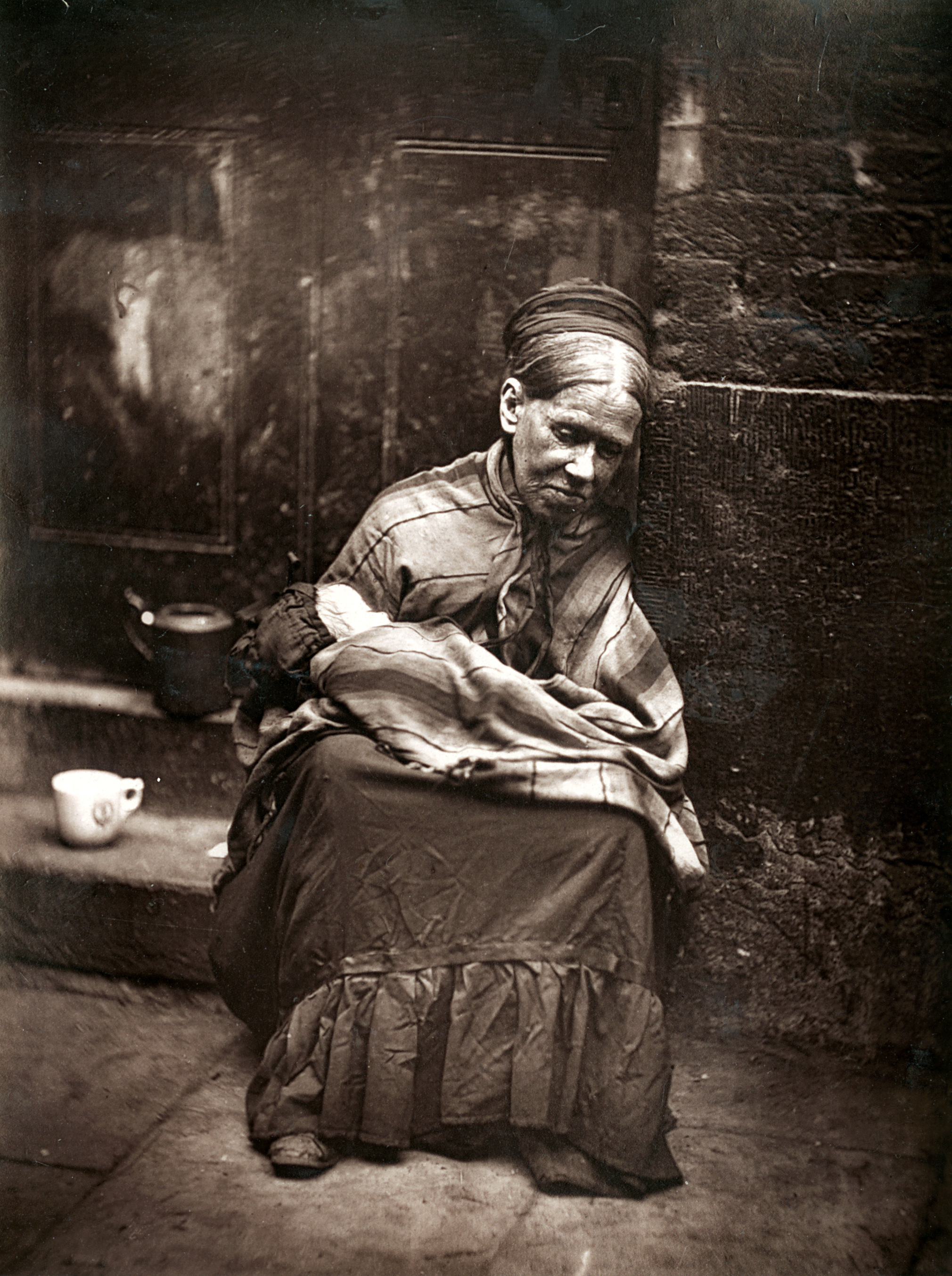
Street Life in London (1877)

La population passe très rapidement, d'un million vers 1800 à 6,7 millions à la fin du siècle. Cette augmentation est due à l'immigration rurale, à laquelle s'ajoute un afflux d'immigrants irlandais pendant la famine des années 1840. Au cours de la seconde moitié du siècle, Londres accueille de nombreux immigrants juifs provenant d'Europe orientale, où ils sont victimes de pogroms. Ils s'installent généralement dans l'East End, à Whitechapel ou Stepney, où ils travaillent comme tailleurs. Une enquête sanitaire de 1884 en recense près de trente mille vivant entassés dans ces quartiers.
L'accroissement de la population s'accompagne de la multiplication des quartiers de taudis, rendus célèbres par les romans de Charles Dickens. La situation sanitaire est déplorable et Londres doit faire face à une série de fléaux, tels que le typhus, la variole ou le choléra. L'épidémie de choléra de 1849 coûte la vie à quatorze mille Londoniens. Les maladies contagieuses se propagent rapidement, l'espérance de vie est faible et le taux de mortalité élevé. En 1855 le Metropolitan Board of Works (MBW) est créé pour fournir à Londres l'infrastructure nécessaire à ses besoins grandissants, notamment un système d'égouts convenable. Ces égouts sont décidés à la suite de la Grande Puanteur de l'été 1858.

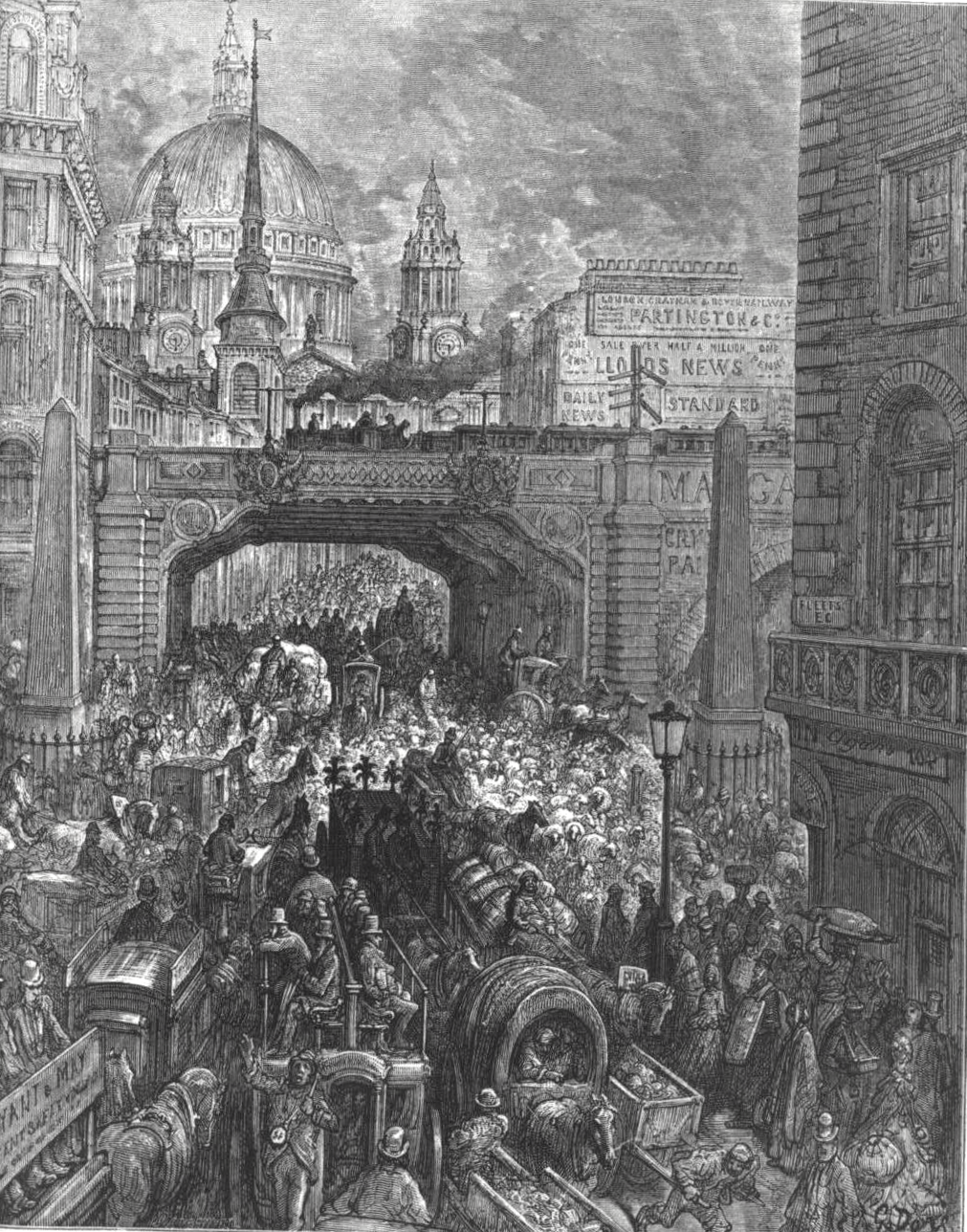
Cette illustration de Gustave Doré (1872) donne une idée de l'engorgement des rues londoniennes à l'époque victorienne

La zone urbanisée va maintenant largement au-delà des limites de la City. Au cours d'une grande partie de la période victorienne, Londres reste une énorme agglomération dépourvue d'une autorité qui en couvre l'ensemble. Le terme « métropole » pour désigner cette agglomération, entre dans les mœurs dans les années 1820-1830. C'est dans le domaine de l'ordre public que le mot est employé pour la première fois pour désigner une institution à l'échelle de l'agglomération. En 1829 le premier ministre Robert Peel crée le « Metropolitan Police Service », qui couvre l'ensemble de l'agglomération londonienne (dans un rayon de douze miles autour de Charing Cross). C'est à Robert Peel que les policiers londoniens doivent leur surnom de bobbies. En 1888 est créé le London County (Comté de Londres), avec à sa tête le London County Council, dont les membres sont élus. En 1899 le comté est divisé en metropolitan boroughs.
L'extension de l'agglomération londonienne est rendue possible par le développement spectaculaire des transports publics, permettant à un nombre croissant de personnes de se déplacer entre leur domicile et leur lieu de travail. Des omnibus hippomobiles, utilisés par les classes moyennes, commencent à circuler en 1829. En 1900, la London General Omnibus Company possède 3 000 véhicules et transporte 500 millions de passagers par an. Les tramways hippomobiles, à la clientèle plus populaire, connaissent un développement identique : en 1898, 1 451 trams tirés par 14 000 chevaux desservent Londres. Le chemin de fer constitue cependant la véritable révolution des transports au XIXe siècle. La première ligne londonienne – London Bridge-Greenwich – est mise en circulation en 1836. Les terminus des principales lignes anglaises, Paddington, Euston, King's Cross, et St Pancras, sont construits à l'extérieur d'une zone centrale (le West End et la City). Entre 1855 et 1900, la construction de ces lignes de chemin de fer entraîne la destruction des logements de quelque cent mille personnes appartenant aux catégories les plus pauvres. Elle a pour principale conséquence le développement de banlieues de plus en plus éloignées. L'afflux de voyageurs provoque de formidables engorgements dans le centre.

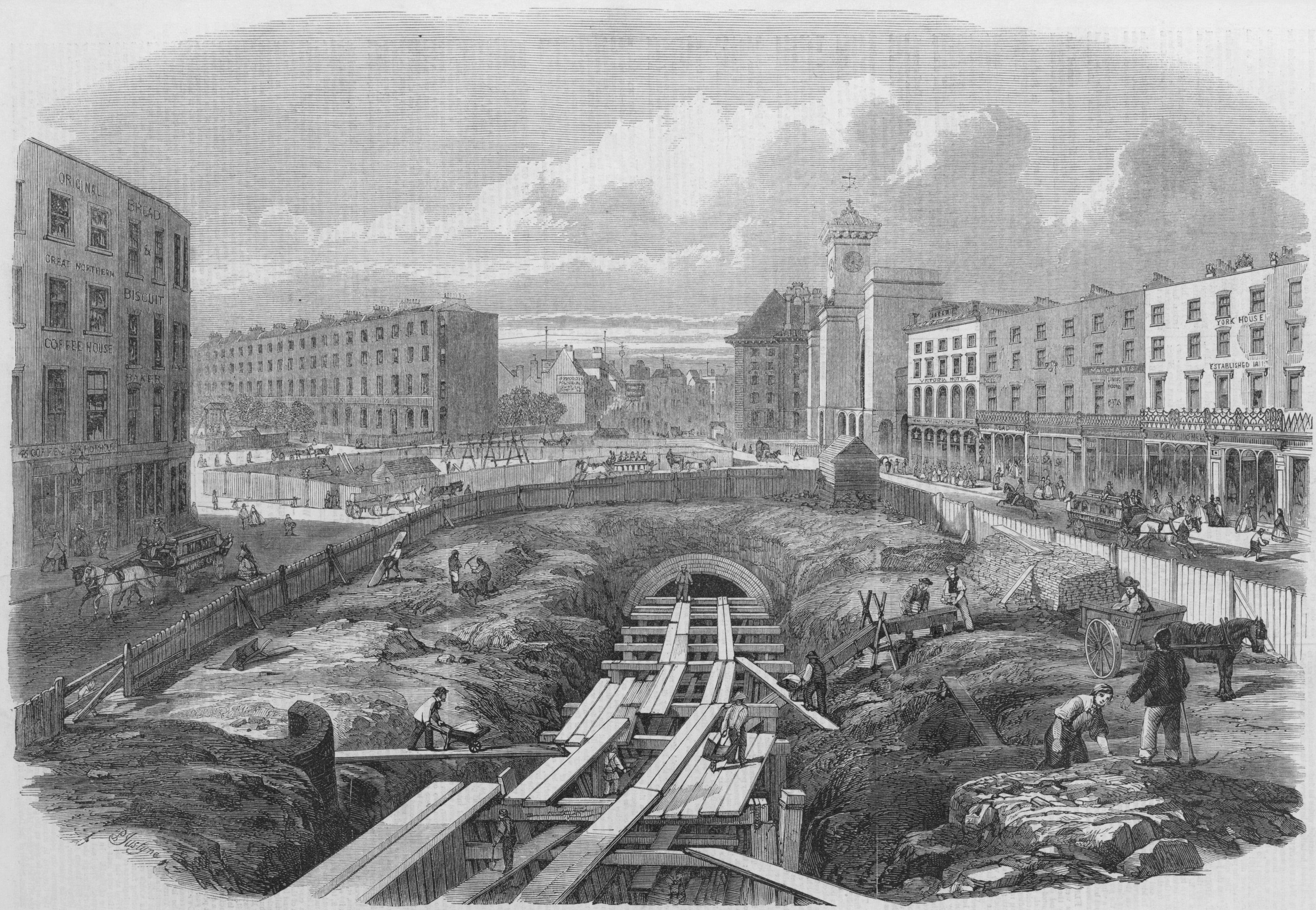
Construction de la première ligne de métro en 1861

Pour pallier ce problème, on entreprend la construction du Metropolitan – le premier métro au monde. Une première ligne relie Paddington à la City à partir de 1863. Au bout de quelques mois, elle transporte vingt-cinq mille personnes par jour. En 1884, la Inner Circle Line, qui relie les grandes gares londoniennes entre elles, voit le jour.
Un des événements les plus courus du règne de la reine Victoria fut la « Great Exhibition of the Works of All Nations », la première exposition universelle. Pour l'abriter, Joseph Paxton construisit un étonnant bâtiment en fonte et en verre, le Crystal Palace. Le développement des transports publics permit à six millions de personnes de se rendre à Londres pour visiter l'exposition, qui était une ode à la puissance industrielle de la Grande-Bretagne et à son empire, dont les réalisations occupaient la moitié de l'espace.

## LeXXesiècle
Comme beaucoup de grandes villes européennes, Londres connaît un exode des habitants du centre vers les faubourgs. La population du Grand Londres (« Greater London ») passe de 7,5 millions en 1921 à 8,7 en 1939. Par contre, la population du centre chute de 450 000. La City ne compte plus que onze mille résidents. L'augmentation du nombre de navetteurs s'accompagne du développement des moyens de transport, et tout particulièrement des lignes de métro desservant des faubourgs, tels qu'Edgware, atteint par la Northern Line en 1924. Ces banlieues constituées de maisons isolées ou jumelées (detached ou semi-detached houses) entourées d'un jardinet reçoivent le nom évocateur de «Metroland».

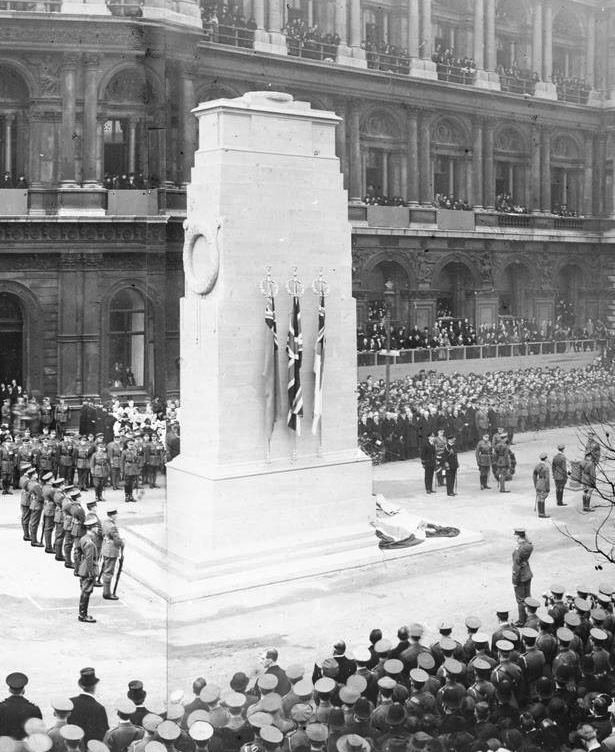
L'inauguration du Cénotaphe, 1920.

La Première Guerre mondiale vit les débuts de la guerre aérienne. À partir de 1915, Londres fut soumise à des bombardements allemands, d'abord par des zeppelins, puis à partir de 1917, par les premiers avions capables d'effectuer des bombardements à longue distance, les Gotha IV. Ces raids ne causèrent que peu de victimes : 835 tués et 1 437 blessés.
Par contre, au cours de la Seconde Guerre mondiale, lors de la Bataille d'Angleterre, Londres eut à souffrir de violents bombardements allemands. Du 13 août au 7 septembre 1940 la première phase de la bataille ne visa que des aéroports et des industries. Le 7 septembre, commença une nouvelle phase qui dura jusqu'au 12 octobre 1940 : celle du Blitz sur Londres et les autres villes industrielles. Les bombardements firent 13 000 morts et 1,5 million de sans-abri à Londres. Buckingham Palace et les Maisons du Parlement furent touchés, ainsi que la British Library qui perdit nombre d'ouvrages (toujours présents dans le catalogue, et signalés B pour Bombed, bombardés). En fait, ce fut le quartier populaire de l'East End qui fut le plus touché : il abritait les principales industries et surtout le port. La grande question de Churchill tous les matins en se levant après une nuit de Blitz était : « Et Saint-Paul ? » La cathédrale, jamais touchée et pourtant très proche de l'East End, devint le symbole de la ville qui restait toujours debout malgré tout. Le fait que le roi George VI, sa femme (la reine-mère) et ses filles (dont la future souveraine Élisabeth II) fussent restés à Londres durant le Blitz fit beaucoup pour la popularité de la monarchie. La reine-mère surtout toucha les classes populaires de l'East End par son attitude et son respect. Très élégante pour inspecter les ruines, elle répondit à une habitante du quartier qu'il était normal qu'elle s'habillât bien pour venir lui rendre visite chez elle puisque celle-ci aurait mis aussi ses plus beaux vêtements pour venir lui rendre visite à Buckingham Palace.
La capacité morale de résistance de Londres et au-delà de tout le Royaume-Uni entraîna l'échec du Blitz, même si des bombardements allemands eurent encore lieu (« petit blitz » de janvier-mars 1944). Une nouvelle épreuve attendait pourtant les Londoniens : de juin 1944 à mars 1945, Londres fut la cible d'attaques de missiles V1 et V2, faisant respectivement 45 000 et 9 000 victimes, morts ou blessés .
Après la guerre, la vie revient progressivement à la normale. En 1946, un nouveau aéroport international, Heathrow, fut ouvert. En 1948, les XIVe Jeux olympiques se tiennent à Londres. La ville aurait dû accueillir les jeux en 1944, mais ils ont été annulés à cause de la guerre. En 1948, ils ont encore lieu sur un fond d'austérité : aucun nouveau site n'est construit. En 1951, le Festival of Britain, tenu sur South Bank, la rive sud de la Tamise, doit constituer une vitrine des réalisations de la Grande-Bretagne. Il en reste le bâtiment du Royal Festival Hall.
Londres souffre toujours de la pollution, notamment du fameux brouillard londonien, le smog (contraction des mots smoke (« fumée ») et fog (« brouillard »). En décembre 1952, le Grand smog de Londres entraîne une importante surmortalité. Il faut des mesures radicales, les Clean Air Acts de 1956 et 1968, pour améliorer la situation : on passe de l'utilisation du charbon comme source d'énergie au pétrole, au gaz et à l'électricité.
En 1965 est créée une nouvelle entité administrative appelée « Greater London », remplaçant le « London County », qui couvre la City et 32 « boroughs » (correspondant grosso modo à des arrondissements). Elle est dirigée par le « Greater London Council » (GLC), dont les compétences sont très étendues, mais excluent l'éducation. Très rapidement, les disparités financières créent des tensions entre les boroughs du « Inner London » (partie centrale de l'agglomération), plus pauvres, et les boroughs du « Outer London » (zone périphérique de l'agglomération), plus riches. Les relations entre le gouvernement conservateur de Margaret Thatcher et le maire travailliste du GLC, Ken Livingstone, sont exécrables. Progressivement vidé de sa substance, le GLC est finalement supprimé en 1986. En 1998, les Londoniens approuvent par référendum la création d'un nouvel organe : la Greater London Authority (GLA). Les premières élections sont à nouveau remportées par Ken Livingstone, qui se présente cette fois comme candidat indépendant face au candidat travailliste officiel. En 2008, il est battu par le conservateur Boris Johnson, auquel succède en 2016 l'actuel maire travailliste, Sadiq Khan.

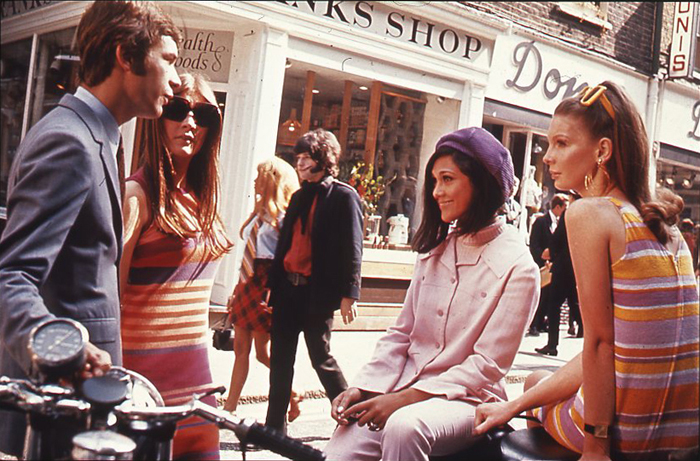
Carnaby Street, centre de la mode dans les années 1960

Dans les années 1960, Londres devint le principal centre de la mode, du design et de la musique, lors du Swinging London. Au sortir de ces années de bouillonnement culturel, Londres fut touché par la crise économique dans les années 1970. La métropole perdit de nombreux emplois dans le secteur. Le port de Londres connut un véritable effondrement. Les docks furent progressivement fermés à partir de 1967. La concurrence de ports continentaux tels que Rotterdam, la diminution du commerce avec les anciennes colonies britanniques et les nombreuses grèves en furent les principales causes. En 1967, l'East India Dock fut le premier à fermer, rapidement suivi par Saint Katharine, les London Docks et les Surrey Commercial Docks. En 1981, les Royal Docks fermaient également. Ces fermetures entraînèrent la perte de 25 000 emplois et laissèrent de vastes friches dans la partie de Londres située le long de la Tamise à l'est de Tower Bridge.

## XXIesiècle
Face aux problèmes d'engorgement automobile, le GLC a mis en place en 2003 une zone de péage de vingt-et-un kilomètres carrés au centre de Londres («Congesting Charging Zone»), dont les résultats sont mitigés. En vue d'améliorer les transports ferroviaires, le parlement a décidé la construction d'un réseau RER, comprenant une ligne est-ouest (Crossrail), prévue pour 2018, ainsi que l'augmentation de la capacité d'une ligne nord-sud existante (Thameslink).
Dans le domaine urbanistique, la course à la verticalité, commencée dans les années 1980 et 1990, se poursuit : deux des exemples les plus représentatifs, pourvus d'un sobriquet, sont le « Gherkin » (le « cornichon »), inauguré en 2003 et haut de 180 mètres, et le « Shard » (l'« écharde ») (2012), qui est, avec ses 310 mètres, le plus haut gratte-ciel d'Europe. Ces immeubles, qui se veulent emblématiques, particulièrement nombreux dans la City ou à Canary Wharf, changent la silhouette de Londres, qui était resté une ville horizontale, dominée par des églises et quelques bâtiments publics. Ce bouleversement se heurte à l'opposition des défenseurs du patrimoine et a suscité une législation visant à maintenir des «couloirs de vue» des principaux monuments historiques.
- 6 juillet 2005 : désignation par le Comité international olympique de la ville de Londres pour organiser les Jeux olympiques d'été de 2012.
- 7 juillet 2005 : attentats du 7 juillet 2005 à Londres.

Les années 2000 se conjuguent également avec l'arrivée d'expatriés russes à Londres, qu'il s'agisse de millionnaires souhaitant sécuriser leurs avoirs ou d'opposants au président Vladimir Poutine.